# Saint-Bonnet-le-Courreau
Pour les articles homonymes, voir Saint-Bonnet (homonymie).
Saint-Bonnet-le-Courreau est une commune française située dans le département de la Loire en région Auvergne-Rhône-Alpes, et faisant partie de Loire Forez Agglomération.

## Géographie
| Sauvain                                 | Saint-Georges-en-Couzan  | Marcoux                    |

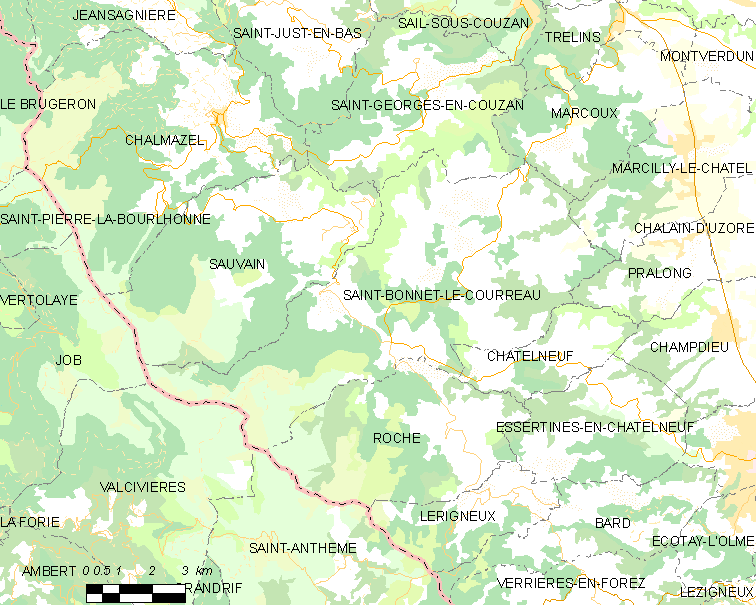
Localisation du village et des communes aux alentours

| Job Puy-de-Dôme Valcivières Puy-de-Dôme | Saint-Bonnet-le-Courreau | Marcilly-le-Châtel Pralong |
| Saint-Anthème Puy-de-Dôme               | Roche                    | Châtelneuf                 |

### Climat
Pour des articles plus généraux, voir Climat d'Auvergne-Rhône-Alpes et Climat de la Loire.
En 2010, le climat de la commune est de type climat des marges montargnardes, selon une étude du Centre national de la recherche scientifique s'appuyant sur une série de données couvrant la période 1971-2000. En 2020, Météo-France publie une typologie des climats de la France métropolitaine dans laquelle la commune est exposée à un climat de montagne ou de marges de montagne et est dans la région climatique Nord-est du Massif Central, caractérisée par une pluviométrie annuelle de 800 à 1 200 mm, bien répartie dans l’année.
Pour la période 1971-2000, la température annuelle moyenne est de 8,4 °C, avec une amplitude thermique annuelle de 15,4 °C. Le cumul annuel moyen de précipitations est de 1 056 mm, avec 11,6 jours de précipitations en janvier et 7,7 jours en juillet. Pour la période 1991-2020, la température moyenne annuelle observée sur la station météorologique de Météo-France la plus proche, « Chalmazel_ra », sur la commune de Chalmazel-Jeansagnière à 9 km à vol d'oiseau, est de 8,2 °C et le cumul annuel moyen de précipitations est de 1 100,4 mm,. Pour l'avenir, les paramètres climatiques de la commune estimés pour 2050 selon différents scénarios d'émission de gaz à effet de serre sont consultables sur un site dédié publié par Météo-France en novembre 2022.

## Urbanisme

### Typologie
Au 1er janvier 2024, Saint-Bonnet-le-Courreau est catégorisée commune rurale à habitat très dispersé, selon la nouvelle grille communale de densité à sept niveaux définie par l'Insee en 2022.
Elle est située hors unité urbaine. Par ailleurs la commune fait partie de l'aire d'attraction de Montbrison, dont elle est une commune de la couronne,. Cette aire, qui regroupe 27 communes, est catégorisée dans les aires de moins de 50 000 habitants,.

### Occupation des sols
L'occupation des sols de la commune, telle qu'elle ressort de la base de données européenne d’occupation biophysique des sols Corine Land Cover (CLC), est marquée par l'importance des forêts et milieux semi-naturels (54,1 % en 2018), en augmentation par rapport à 1990 (51 %). La répartition détaillée en 2018 est la suivante : 
forêts (39,7 %), prairies (32,7 %), milieux à végétation arbustive et/ou herbacée (14,4 %), zones agricoles hétérogènes (12,7 %), terres arables (0,5 %). L'évolution de l’occupation des sols de la commune et de ses infrastructures peut être observée sur les différentes représentations cartographiques du territoire : la carte de Cassini (XVIIIe siècle), la carte d'état-major (1820-1866) et les cartes ou photos aériennes de l'IGN pour la période actuelle (1950 à aujourd'hui).

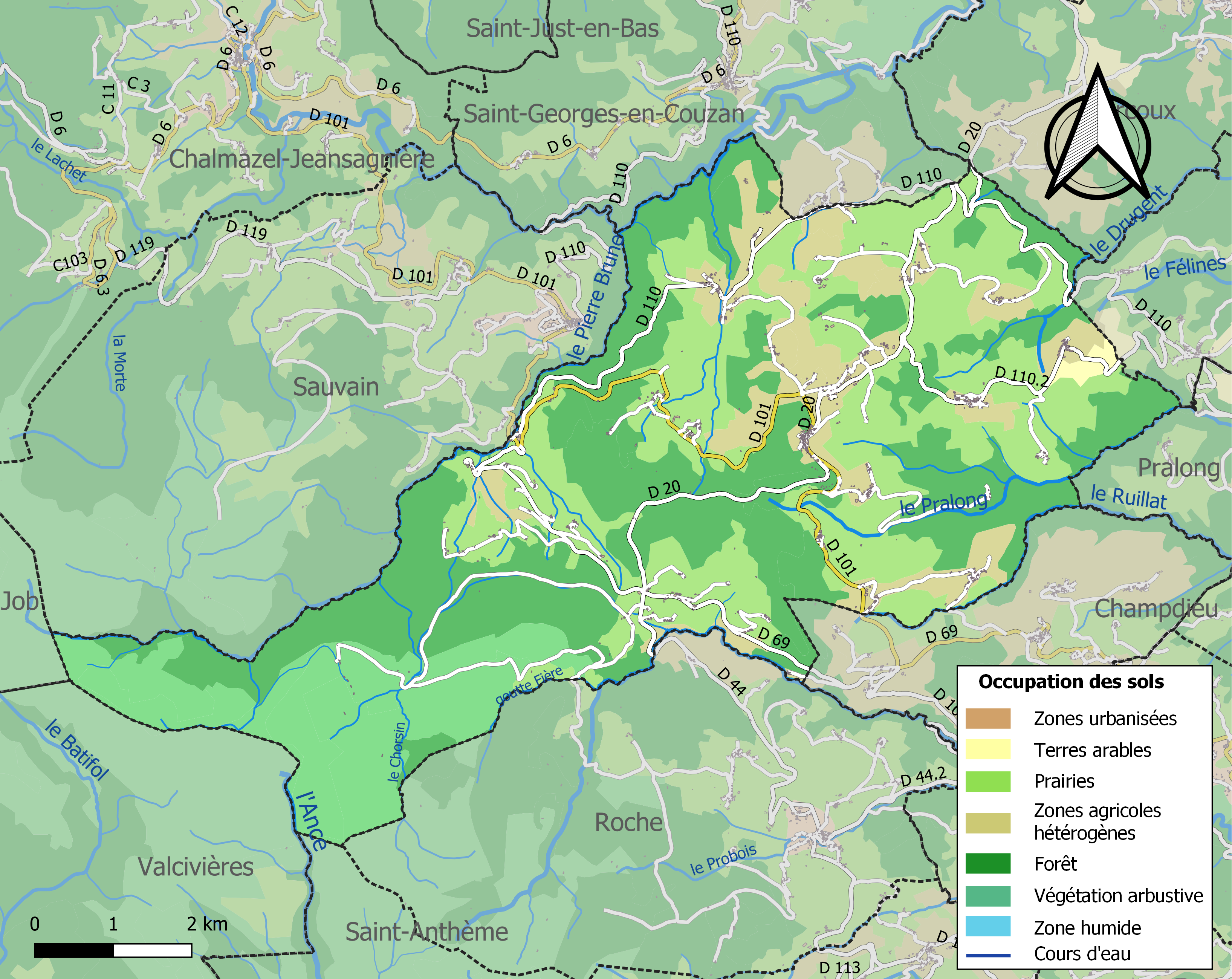
Carte des infrastructures et de l'occupation des sols de la commune en 2018 (CLC).

## Histoire
Saint-Bonnet-le-Courreau apparaît pour la première fois dans une annexe au cartulaire de Savigny au XIe siècle. « l'ecclesia Sancto Bonito de Quadrellis » est déjà une paroisse importante d'après ce qu'elle doit payer comme redevance au diocèse de Lyon pour « la cire et l'encens ». Certains historiens locaux disent sans certitude que l'abbaye de la Chaise-Dieu est à l'origine du hameau de Courreau où a existé un prieuré jusqu'au XVe siècle.
Ce qui est plus sûr, c'est que ce hameau de Courreau situé à plus de 1 000 mètres d'altitude sur une sorte de col venté, a bien été, longtemps l'endroit le plus peuplé car c'est ici que se croisaient des voies antiques venues du sud (Roche-en-Forez), du nord (Boën), de l'est (Moingt ou Montbrison) et donnaient accès à la montagne et par là, à l'Auvergne. Pour comprendre la multiplicité de voies et de chemins anciens dans ce coin de montagne, il ne faut pas perdre de vue que pendant plus de quinze siècles, les monts du Forez ont été une frontière. Cela commence avec les Gaulois (Arvernes et Ségusiaves) et se termine avec l'arrivée des comtes de Forez à Montbrison vers 1172. À ce moment-là, le Forez entre dans le royaume de France alors que le Lyonnais reste terre d'Empire encore pour deux siècles. Le nord de la commune à proximité du col de La Pelletière a connu les prédécesseurs des Gaulois. Les Gallo-Romains étaient présents à Aubigneux, Germagneux, Soleymieux.
Le bourg actuel de Saint-Bonnet doit sans doute son existence à une source sacrée baptisée Saint-Barthélemy à proximité de laquelle a été construite une première église. Il s'y déroulait trois pèlerinages par an destinés à aider les enfants à marcher. Le plus fréquenté était celui de la Saint-Barthélemy, le 24 août qui est resté la fête patronale. Le bourg s'est développé au moment de la peste noire car les habitants d'un hameau situé sur le versant ouest de la crête qui domine le bourg, ont abandonné leur village, nommé Le Mont, après y avoir sans doute mis le feu. Au début du XVIe siècle l'église actuelle est construite, mais peu de temps après en 1562, elle est dévastée par les troupes protestantes du baron des Adrets. Le village poursuit sa croissance. Le cahier de doléances de 1789 montre une paroisse surpeuplée, écrasée d'impôts et dont une partie des agriculteurs est obligée, comme du côté auvergnat, de partir huit mois par an, comme scieurs de long. Pendant la Révolution les habitants cachent un de leurs prêtres, réfractaire, ou des nobles traqués pendant la Terreur. L'industrialisation de la région stéphanoise au XIXe siècle puis la Première Guerre mondiale vont faire chuter rapidement la population.
La commune adhère au parc naturel régional Livradois-Forez en 2017.

## Politique et administration
| Période                                  | Période  | Identité    | Étiquette         | Qualité |
| ---------------------------------------- | -------- | ----------- | ----------------- | ------- |
| Les données manquantes sont à compléter. |          |             |                   |         |
| mars 2001                                | En cours | Joël Epinat | ? puis UMP puis ? |         |

Saint-Bonnet-le-Courreau faisait partie de la communauté d'agglomération de Loire Forez de 2003 à 2016 puis a intégré Loire Forez Agglomération.

## Démographie
L'évolution du nombre d'habitants est connue à travers les recensements de la population effectués dans la commune depuis 1793. Pour les communes de moins de 10 000 habitants, une enquête de recensement portant sur toute la population est réalisée tous les cinq ans, les populations de référence des années intermédiaires étant quant à elles estimées par interpolation ou extrapolation. Pour la commune, le premier recensement exhaustif entrant dans le cadre du nouveau dispositif a été réalisé en 2005.

En 2022, la commune comptait 683 habitants, en évolution de −1,16 % par rapport à 2016 (Loire : +1,32 %, France hors Mayotte : +2,11 %).
| 1793  | 1800  | 1806  | 1821  | 1831  | 1836  | 1841  | 1846  | 1851  |
| ----- | ----- | ----- | ----- | ----- | ----- | ----- | ----- | ----- |
| 1 570 | 1 686 | 1 538 | 1 758 | 1 833 | 1 857 | 1 957 | 1 910 | 1 900 |

| 1856  | 1861  | 1866  | 1872  | 1876  | 1881  | 1886  | 1891  | 1896  |
| ----- | ----- | ----- | ----- | ----- | ----- | ----- | ----- | ----- |
| 1 815 | 1 836 | 1 923 | 1 840 | 1 827 | 1 812 | 1 964 | 1 916 | 1 865 |

| 1901  | 1906  | 1911  | 1921  | 1926  | 1931  | 1936  | 1946  | 1954  |
| ----- | ----- | ----- | ----- | ----- | ----- | ----- | ----- | ----- |
| 1 758 | 1 740 | 1 737 | 1 534 | 1 516 | 1 422 | 1 400 | 1 385 | 1 235 |

| 1962  | 1968  | 1975  | 1982 | 1990 | 1999 | 2005 | 2006 | 2010 |
| ----- | ----- | ----- | ---- | ---- | ---- | ---- | ---- | ---- |
| 1 104 | 1 006 | 1 005 | 899  | 805  | 750  | 739  | 729  | 733  |

| 2015 | 2020 | 2022 | - | - | - | - | - | - |
| ---- | ---- | ---- | - | - | - | - | - | - |
| 699  | 689  | 683  | - | - | - | - | - | - |

## Culture locale et patrimoine

### Lieux et monuments

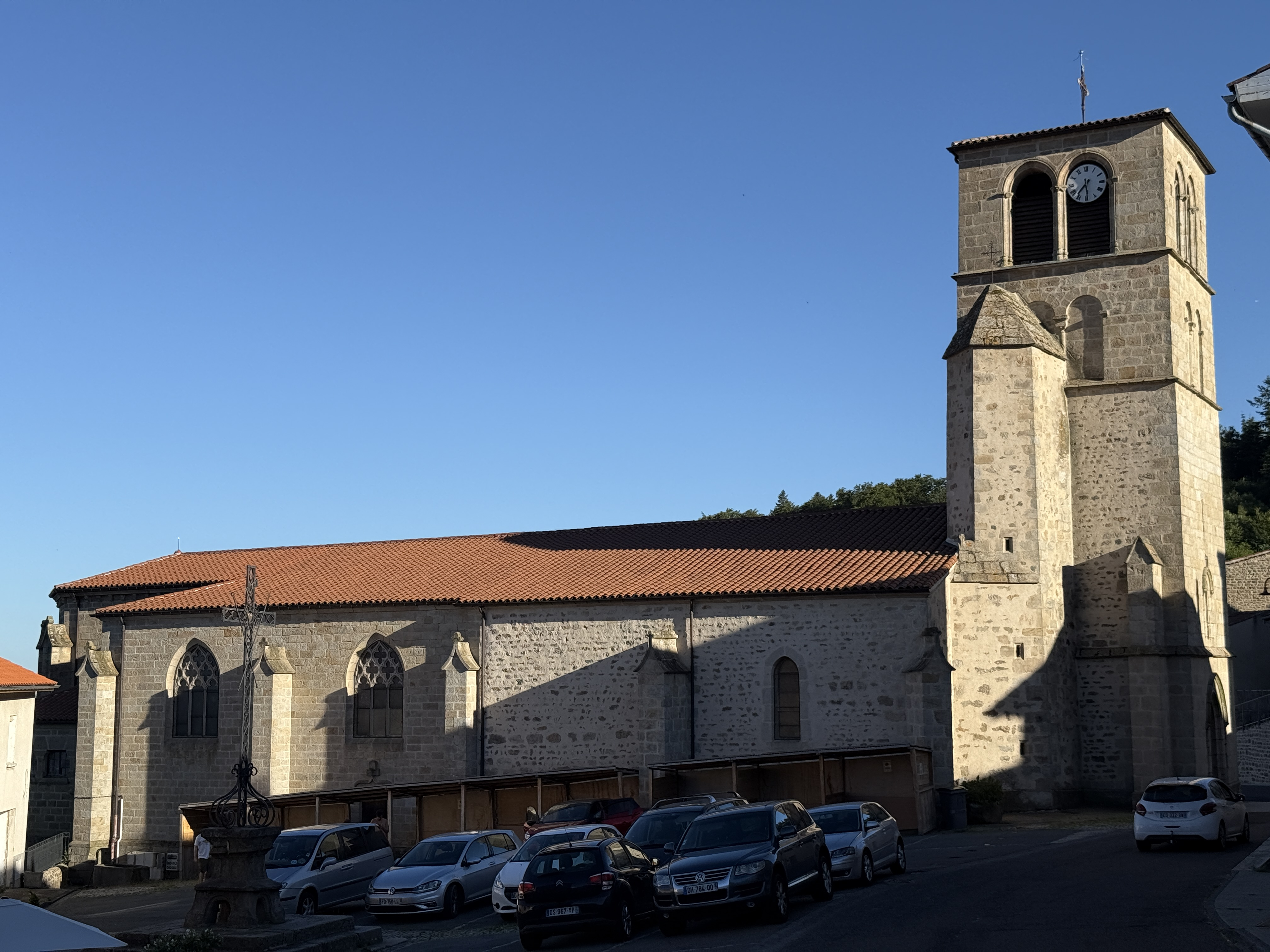
Église Saint-Bonnet.

L'église Saint-Bonnet de Saint-Bonnet-le-Courreau du xvie siècle est inscrite le 07/01/1926 à l'inventaire des monuments historiques pour son clocher, ainsi que la croix située sur la place près de l'église, pour son soubassement daté des xve – xvie siècle.
Sa croix aurait inspiré la construction de la tour Eiffel lors du passage de Gustave Eiffel dans la commune[réf. nécessaire]. Les quatre pieds ont en effet une forme tout à fait similaire.
À découvrir :
- les jasseries et les hautes chaumes
- le moulin des Massons

### Évènements
La fête du mouton a lieu à l'estive de Garnier en juillet depuis 1987. Il y eut une coupure entre 2018 et 2022, une pause en 2023 et la journée du mouton reviendra le samedi 20 juillet 2024.
La fête patronale a lieu en août.